# Даниловка (Еврейская автономная область)

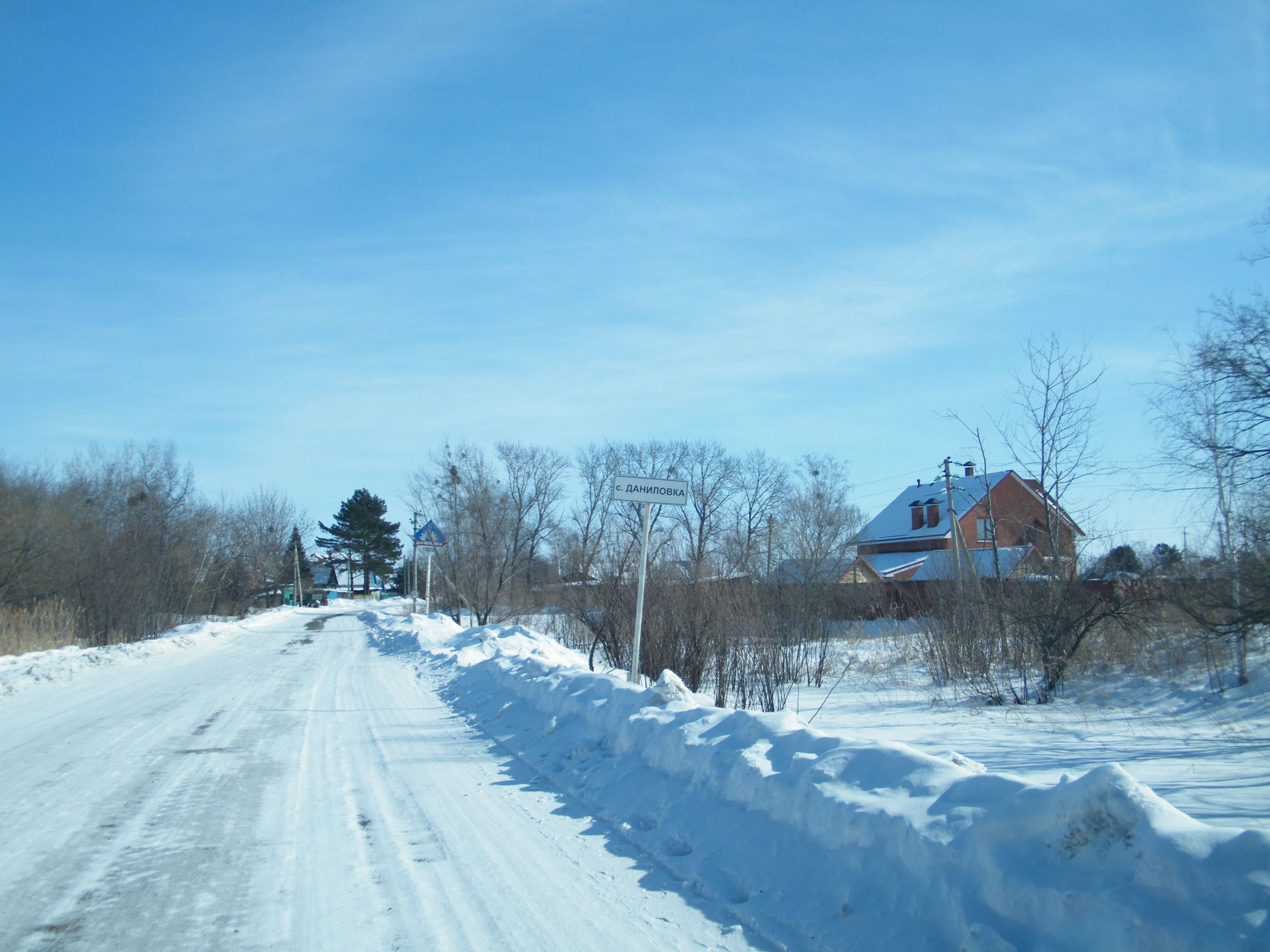
Въезд в село Даниловка

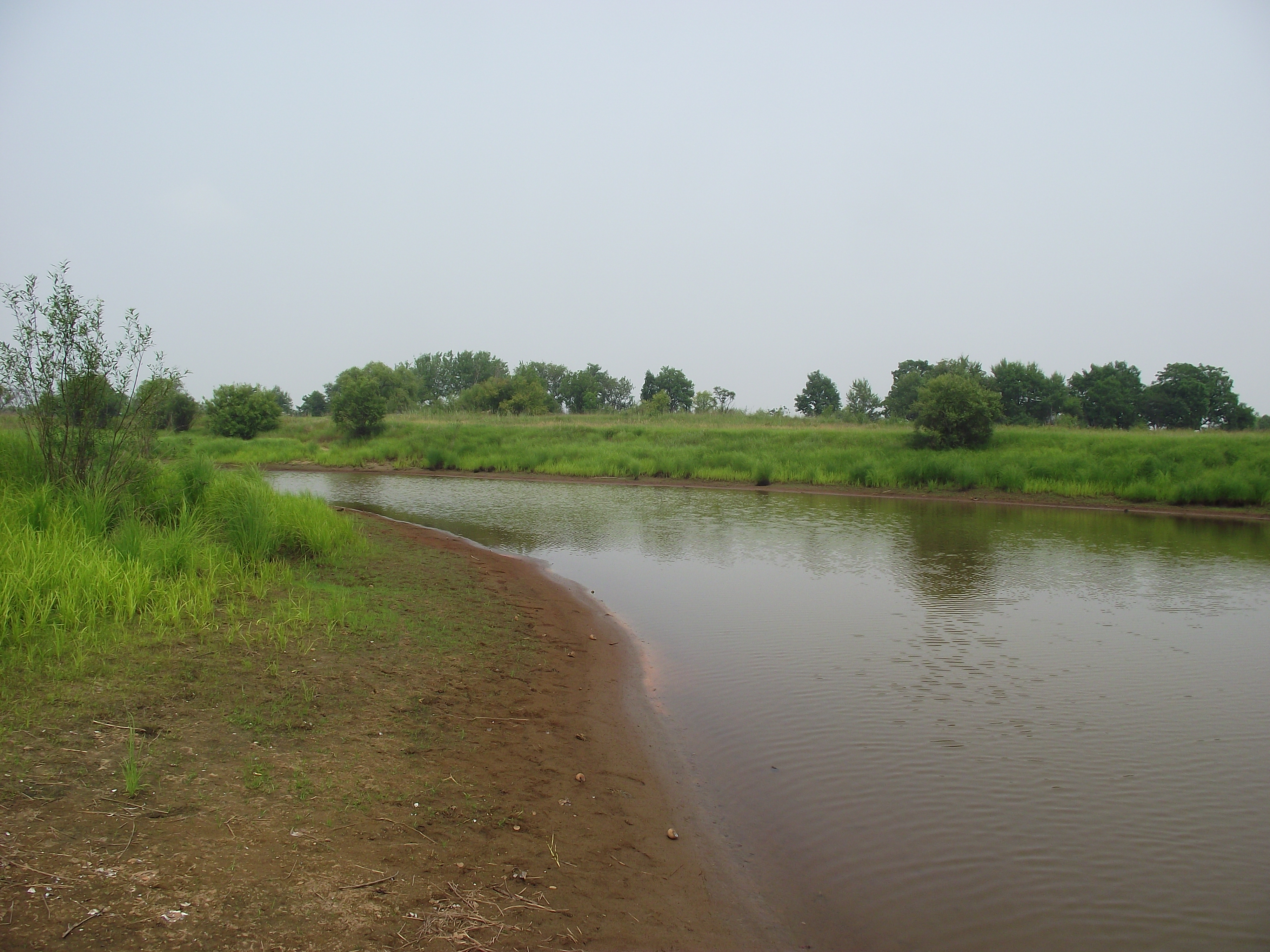
Протока реки Тунгуска у села Даниловка

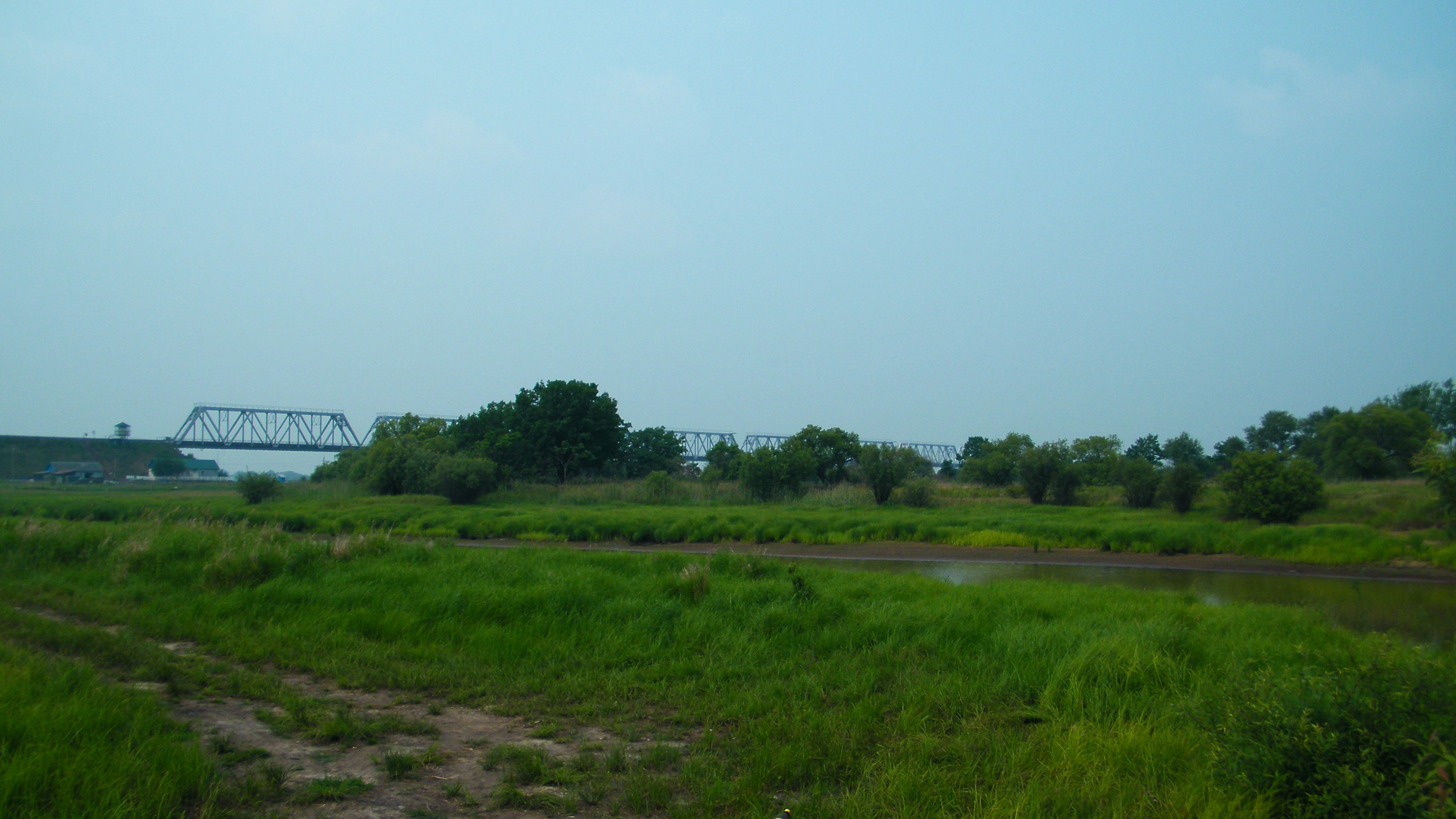
Железнодорожный мост через Тунгуску у села Даниловка

Дани́ловка — село в Смидовичском районе Еврейской автономной области. Входит в состав Камышовского сельского поселения.

## География
Стоит на правобережной протоке реки Тунгуска.
Дорога к селу Даниловка идёт на север от железнодорожной станции Волочаевка-2, расстояние около 4 км.
Рядом с селом проходит железная дорога Волочаевка-2 — Комсомольск-на-Амуре, стоит железнодорожный мост через Тунгуску.

## История
Село основано в 1909 году.

## Население
| 1917 | 1922 | 1923 | 1924 | 1926 | 1929 | 1992 |
| ---- | ---- | ---- | ---- | ---- | ---- | ---- |
| 55   | ↘52  | ↗84  | ↘73  | ↗103 | ↘91  | ↗855 |
| 2002 | 2010 |      |      |      |      |      |
| ↗856 | ↗858 |      |      |      |      |      |

## Улицы
| - ул. Луговая, - ул. Молодёжная, - ул. Набережная, - ул. Новая, | - ул. Октябрьская, - ул. Пионерская, - ул. Садовая, - ул. Советская. |

## Экономика
Основное предприятие — сельскохозяйственный кооператив «Даниловский».

## Инфраструктура
В селе имеются отделение связи, средняя школа с детским садом, фельдшерско-акушерский пункт, библиотека и дом культуры.